# Biton monodentatus
Espèce
Biton monodentatus est une espèce de solifuges de la famille des Daesiidae.

## Distribution
Cette espèce est endémique de Somalie. Elle se rencontre vers Sar Uanle.

## Description
Le mâle holotype mesure 16 mm et la femelle paratype 25,5 mm.

## Publication originale
- Delle Cave, 1978 : On Biton monodentatus, a new species of the family Daesiidae (Solifuga, Arachnida). Bulletin of the British Arachnological Society, vol. 4, no 5, p. 238-240.